# جزيرة ألكتراز
جزيرة الكتراز (بالإنجليزية: Alcatraz)‏     هو سجن فدرالي أمريكي، مشيّد فوق جزيرة الكتراز أو الصخرة بخليج سان فرانسيسكو في الولايات المتحدة.  أُغلِقَ هذا السجن عام 1963 وتم تحويله لاحقاً إلى موقع سياحي.

## موقع الكتراز
- تقع جزيرة الكتراز في قلب خليج سان فرانسيسكو، وعلى بُعد حوالي ميل وربع من مدينة سان فرانسيسكو الشهيرة غرب الولايات المتحدة الأمريكية، ويمكن الوصول إليها في رحلة قصيرة من خلال المعدات والتي تنقل السياح من مرفأ مخصص بمدينة سان فرانسيسكو إلى مرفأ الجزيرة.
- يتمتع موقع الجزيرة بإطلالة جميلة على خليج سان فرانسيسكو من جميع الجهات، فضلاً عن المنظر الساحر لمدينة سان فرانسيسكو وأضواؤها ليلا والتي تعد من أجمل مدن العالم.
- أما عن طبيعة الموقع فهو يعتبر قاحلا ويندر به الغطاء النباتي والحيوانات بسبب قلة المياه العذبة والطبيعة الصخرية لتربة الجزيرة بينما تزدحم الجزيرة بطيور النورس البحري التي تتغذى على الأسماك، وكذا بالصقور والغربان.

## تاريخ الجزيرة وتشييد السجن
- منذ اكتشاف الأمريكتين والوصول إلى الساحل الغربي المُطل على المحيط الهادئ، [6] ظلت الجزيرة شبه مهجورة حتى اشتراها الحاكم العسكري لكاليفورنيا من الحكومة المكسيكية عام 1847. وفي عام 1854 أُقيمت بها منارة، تعد أول منارات ساحل الباسيفيك.
- وفي نفس الفترة تقريبا بدأ الجيش في استخدام الجزيرة كمكان لحصن وثكنات، ثم كسجن حربي وفي عام 1934 انتقلت الإدارة من وزارة الدفاع إلى وزارة العدل، وصارت الجزيرة بمبانيها، لمدة تتعدى تسعة وعشرين عاماً، مركزاً لسجن فدرالي، تراعى فيه أقصى درجات الانضباط والحراسة المشددة.

## طبيعة وتأمين السجن
لم يكن الكتراز على الأغلب سجنا لمدى الحياة، بل كان مكاناً مؤقتاً لحجز المجرمين العُصاة الذين يتمردون على لوائح السجون، أو لمن يحاولون الهرب، ويعدون مصدرا دائما للشغب والمشاكل. وبعد أن يتم ترويض جموحهم، وتقويم سلوكهم (وهو ما كان يستغرق في المتوسط ما بين ثمان إلى عشر سنوات)، كان يتم نقلهم إلى سجون أخرى، لذا اعتبر الهدف الأساسي منه هو أن تتحول فكرة الهرب منه لدى السجين إلى فكرة مستحيلة وتجعله يعتاد حياة السجون والانضباط داخلها؛ كما كان السجن أيضا يخلق شعورا قاسياً بالحرمان في نفس السجين الذي يجد نفسه مفتقراً إلى الحرية، وهو على هذا البعد من أضواء وصخب واحدة من أجمل مدن العالم.
أما عن تأمين السجن فقد كان يحتوي على العديد من الموانع الطبيعية والصناعية والتي تجعل الهرب منه مستحيلاً. فمن الموانع الصناعية (حراسة مشددة قوامها حوالي 90 حارساً مسلحاً، بالإضافة إلى ستة أبراج مراقبة تمسح الجزيرة والخليج ليل نهار)، أما الموانع الطبيعية (تتمثل في كون السجن على ارتفاع شاهق على صخرة فوق جزيرة محاطة بمياه خليج سان فرانسيسكو الباردة وتياراتها الخطرة وما تحويه من أسماك  وأسماك القرش).

## أرقام عن السجن
- يحتوي السجن على 378 زنزانة (منها 42 للحبس الانفرادي)، ومع ذلك فإن عدد النزلاء كان يبلغ في المتوسط 260، ولم يزد أبداً عن 302.
- مر على هذا السجن 1545 سجينا، خرجوا منه جميعا (عاجلاً أو آجلاً) ما عدا: 15 منهم ماتوا ميتة طبيعية أثناء تنفيذ مدة العقوبة، و 5 انتحروا، و 8 قُتلوا على يد زملائهم من المساجين.
- حاول ستة وثلاثين سجيناً الهرب، في أربع عشرة مغامرة منفصلة، نتج عنها (بالإضافة للأرقام السابقة): 5 لم يعرف مصيرهم، 8 قتلى، 2 أُعدموا.
- نزل بالسجن العديد من مشاهير الإجرام أمثال آل كابوني الذي أقام هناك من عام 1934 حتى عام 1938، ثم نُقل إلى مستشفى السجن، ود باركر، و«المدفع الرشاش» جورج كيللي، وروبرت ستراود، وغيرهم من نجوم عالم الإجرام، الذين كانوا من رواده لفترة ما.

## أشهر محاولات الهرب
- عام 1946، حدثت أكثر محاولات الهرب دموية حيث اشتبك ستة سجناء مع الحراس، وكادوا أن ينجحوا في الهرب، لولا أنهم لم يجدوا مفتاح الباب الخارجي. وانتهت المعركة، التي دامت ثلاثة أيام، بموت حارسين وثلاثة سجناء، ثم بإعدام سجينين.
- عام 1962 جرت أكثر المحاولات نجاحا إلا أنها انتهت بفقدان أبطالها الثلاثة في الخليج، حيث اتفق فريق مكوّن من أربعة مساجين على الهرب بقيادة سجين يُدعى فرانك موريس ومعه شقيقان يُدعيا جون أنجلن وكلارنس أنجلن بالإضافة لسجين آخر يُدعى آلن وست إلا أن الأخير لم يتمكن من الهرب، وقام المساجين بصناعة رؤوس بشرية مزيفة ووضعوها على الوسائد في أسرّتهم للتمويه ثم تسللوا من خلال فتحات التهوية بالسجن ووصلوا أخيرا لمياه الخليج إلا أنهم لم يظهروا بعد ذلك ولم يُعثر على جثثهم، وأعلنت بعدها الجهات الأمنية أنهم ربما لم ينجحوا في السباحة وأغرقتهم تيارات الخليج العنيفة وقد تم تجسيد هذه القصة خلال الفيلم الأمريكي الشهير (الهروب من الكتراز).

ومؤخرا فقط ظهرت مفاجأة في قضية الهاربين الثلاثة من الكاتاراز .. فبعد مرور ما يزيد عن الخمسين عاماً، تخرج أسر السجناء الثلاثة، ملوحين للجميع بأدلة تثبت أن ذويهم الذين تزيد أعمارهم على الثمانين، لم تفشل خطتهم، وأن أجسادهم لم تهبط إلى قاع المحيط، ولم تتقاذفها الأمواج إلى مكان غير معلوم، وأنهم كانوا من الذكاء وكلّلت خطتهم بالنجاح، والأدلة التي قدمتها الأسر كانت عبارة عن بطاقات معايدة خطوا بأيديهم على صفحتها تهانيهم بأعياد الميلاد مرفق بها صورهم، أرسلها الثلاثة إلى أمهاتهم، تثبت أنهم كانوا على قيد الحياة خلال عقد السبعينيات من القرن المنصرم.

## السجن حاليا
- في عام 1963 تقرر إغلاق السجن ونقل نزلائه إلى سجون أخرى. وتعود أسباب هذا القرار إلى تصاعد تكاليف إدارته وترميم مبانيه؛ بالإضافة إلى أن طبيعته (كمكان الهدف الأساسي منه هو تنفيذ العقوبة)، أصبحت لا تتماشى مع الاتجاهات الحديثة في معالجة الجريمة، والتي تدعو لأن يكون الهدف الرئيسي من السجون هو إعادة التأهيل.
- أما الآن فتستغل الجزيرة، كأحد أهم المعالم السياحية في سان فرانسيسكو. وتجلب «المعديات» يوميا آلاف السياح، وتتاح الفرصة للزوار لأن يتجولوا في الجزيرة المسحورة، ويدخلوا كل أجزاء السجن الرهيب، بمساعدة إرشادات واضحة، وتسجيل صوتي ممتع، يحوي بالإضافة إلى الشروح، خلفيات صوتية تعيد تمثيل الأحداث الهامة التي جرت داخل الجدران؛ فيعيش الزائر مرة أخرى في أجوائها المثيرة، حيث يأخذ السجن الزائر في جولة من بداية نزول السجين إلى جزيرة السجن مرورا بغرف الفحص الطبي إلى تبديل ملابس السجين إلى أماكن نزول المجرمين إلى أسلوب حياة السجناء, كل ذلك موثق بالصور حتى بالتسجيلات الصوتية للتحقيقات معهم وقد تأخذ فرصة للاستلقاء على أحد أسرة السجناء وتتخيل نفسك سجينا.

## الكتراز في الثقافة الشعبية
يمثل الكتراز في الثقافة الشعبية السجن الأسطوري الذي لم يتمكن أحد سجنائه من الهرب منه حيا، وهو يجسد معاني القسوة والحرمان والتطلع الغريزي نحو "الحرية" ، فلا يمكن لمن شاهد فيلم رجل طيور الكتراز"أن ينسى الأداء الرائع لبرت لانكستر وهو يلعب دور نزيل في سجن أعتى المجرمين. ورغم ذلك فهو إنسان شديد التعلق بالطيور. ولا يستطيع من انحبست أنفاسه مع كلينت إستوود في فيلم الهروب من الكتراز أن ينتزع من خياله صورة هذا المكان الرهيب. فلقد أصبحت العبارة، التي قالها الحارس المخيف للسجين الجديد، من كلاسيكيات السينما الخالدة "إذا لم تطع قوانين المجتمع، سيرسلونك إلى السجن. وإذا لم تطع قوانين السجن سيرسلونك إلينا هنا".

### أفلام سينمائية تناولت سجن الكتراز
- رجل طيور الكتراز Birdman of Alcatraz - فيلم أمريكي إنتاج عام 1962- بطولة برت لانكستر
- الهروب من الكتراز Escape from Alcatraz - فيلم أمريكي إنتاج عام 1979 - بطولة كلينت ايستوود
- الصخرة (فيلم) The Rock - فيلم أمريكي إنتاج 1996 - بطولة نيكولاس كيج
- الكتراز - مسلسل أمريكي أنتاج عام 2011 (يكشف حقيقة ألكتراز) وهروب المساجين البالغ عددهم 302